# Miersia myodes
Miersia myodes là một loài thực vật có hoa trong họ Amaryllidaceae. Loài này được Bertero mô tả khoa học đầu tiên năm 1829.